# Lars Müller-Marienburg

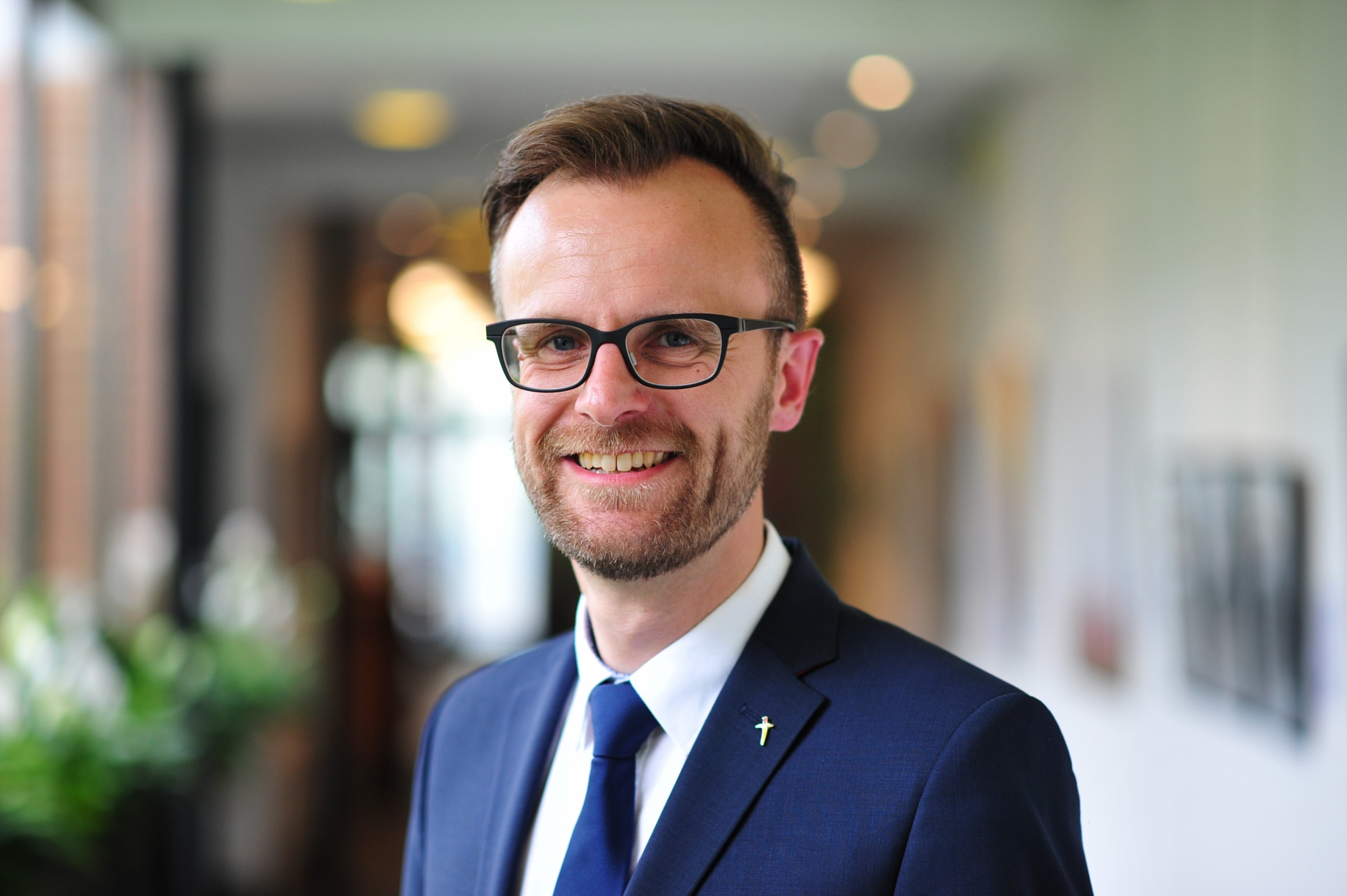
Lars Müller-Marienburg (2016)

Lars Müller-Marienburg (* 1977 in Ansbach) ist ein deutsch-österreichischer evangelisch-lutherischer Geistlicher und war von 2016 bis 2023 Superintendent der Diözese Niederösterreich.

## Leben
Lars Müller-Marienburgs Familie stammt aus dem siebenbürgischen Ort Marienburg bei Kronstadt. Müller-Marienburgs Großvater ließ in den 1950er Jahren den „Ortsnamen als familiengeschichtliche Erinnerung im Zuge einer Namensänderung an Müller anhängen“. Er wuchs als Sohn einer Volksschullehrerin und eines Mediziners mit drei Geschwistern auf.
Mit 18 ging er für ein Jahr nach Kanada auf eine geistliche Schule. Müller-Marienburg studierte zunächst Jus, später nahm er auch das Studium der evangelischen Theologie an der Ludwig-Maximilians-Universität München auf. Sein Vikariat absolvierte er ab 2007 in Linz-Innere Stadt und in Pöttelsdorf (Burgenland). 2010 wurde er Pfarrer der evangelischen Pfarrgemeinde Innsbruck-Auferstehungskirche. In dieser Funktion hielt er 2011 eine Predigt im Innsbrucker Dom anlässlich der Gebetswoche für die Einheit der Christen.
Im Juni 2016 wurde Müller-Marienburg im fünften Wahldurchgang als Nachfolger des 2015 verstorbenen Paul Weiland zum Superintendenten der Evangelischen Superintendentur A. B. Niederösterreich mit 47 der insgesamt 70 Delegiertenstimmen gewählt. Am 15. Oktober 2016 erfolgte in der Auferstehungskirche in Wiener Neustadt die Amtseinführung im Beisein des Landeshauptmanns Erwin Pröll und Helmut Krätzl, des emeritierten Weihbischofs der (römisch-katholischen) Erzdiözese Wien. Die Evangelische Superintendentur A. B. Niederösterreich ist für rund 40.000 evangelische Gläubige in 28 Gemeinden in Niederösterreich zuständig. Für dieses Amt musste Müller-Marienburg seine deutsche Staatsbürgerschaft zurücklegen und Österreicher werden. Er ist Mitglied im Ausschuss „Jugend und Gottesdienst“ der Liturgischen Konferenz der EKD.
Müller-Marienburg ist der erste Superintendent der Evangelischen Kirche A.B. in Österreich, der sich offen zu seiner Homosexualität bekannt hat.
Im Oktober 2023 gab Müller-Marienburg bekannt, vorzeitig das Amt des Superintendenten aus gesundheitlichen Gründen niederzulegen. Im Rahmen eines Abschiedsgottesdienstes am 25. November 2023 wurde er feierlich verabschiedet. Zu seinem Nachfolger wurde im März 2024 Michael Simmer gewählt.

## Positionen

### Ökumene
Im Januar 2017 ermunterte Müller-Marienburg, Verbindendes statt trennende Unterschiede in den Mittelpunkt der Ökumene zu stellen. Die unterschiedlichen Konfessionen sollten sich wertschätzend begegnen, da Ökumene bedeute, die Freude der anderen Kirchen am Glauben zu teilen, auch wenn man es vielleicht nicht ganz verstehen könne. Nach Müller-Marienburg gebe es drei Punkte zu beachten: Erstens würden alle Kirchen Respekt verdienen, da es allen um den Glauben ernst sei. Erst seit dem letzten Jahrhundert würden die Kirchen einander mit Achtsamkeit begegnen, aber auch jetzt gebe es noch Potenzial für Verletzungen in der Sprache. Zweitens sollten sich die Kirche vor Selbstgerechtigkeit schützen. Kirchen würden meinen, sie hätten eine ruhmreiche Geschichte und die richtige Lehre. Daher sollten sie andere um ihre Meinung fragen. Und drittens sollten sich die Kirchen auch untereinander Freude gönnen.
Andernorts mahnte Müller-Marienburg dazu, nicht einfach theologische Kompromisse zu schließen, jedoch möchte er seinen Beitrag für ein friedliches Miteinander leisten.

## Auszeichnungen
- Silbernes Komturkreuz mit dem Stern des Ehrenzeichens für Verdienste um das Bundesland Niederösterreich[17]

## Veröffentlichungen
- An Auferstehung glauben – geht das? In: Tiroler Tageszeitung vom 9. April 2011, S. 41.
- Sehen mit den Augen der Hoffnung, in: Tiroler Tageszeitung vom 23. April 2011, S. 41.
- Superintendent – kein Titel, sondern Ruf. Predigt anlässlich der Amtseinführung als Superintendent der Diözese Niederösterreich in Wiener Neustadt am 15. Oktober 2016, in: Amt und Gemeinde 66 (2016), S. 254–256, ISSN 1680-4015.
- Freya Martin: „Eine Option mit Gott anbieten“. Interview, in: schaufenster / kultur.region, Februar 2017, S. 36–38.[18]
- Michael Link: „Kein schlechtes Gewissen, Mann zu sein“. Interview. In: ypsilon. Magazin für Männer, Mai 2017, S. 8–9.[19]